# 杨测
杨测（491年—531年8月2日），字法深，自称是恒农郡华阴县（今陕西省华阴市）人，北魏官员。

## 生平
杨测以太学博士为起家官，转任给事中、宣威将军、羽林监、直寝、平西府司马、宁朔将军、散骑侍郎、朱衣直阁。以普泰元年七月四日（531年8月2日），杨测与父亲杨顺、大哥杨辩、二哥杨仲宣都在洛阳依仁里被尔朱氏杀害，时年春秋四十一。太昌元年，朝廷追赠使持节、吏部尚书、都督平营二州诸军事、镇北将军、平州刺史，太昌元年十一月十九日（532年12月31日）归葬于太尉杨顺墓旁。

## 家庭

### 十二世祖
- 杨震，东汉太尉[1]

### 八世祖
- 杨瑶，西晋侍中、尚书令[1]

### 高祖
- 杨珍，上谷郡太守[1]

### 曾祖
- 杨真，清河郡太守[1]

### 祖父
- 杨懿，洛州刺史、弘农简公[1]

### 父母
- 杨顺，太尉公[1]
- 吕法胜，出自天水吕氏，正光四年岁次癸卯九月甲申朔廿二日乙巳因病在家中去世，虚岁六十一，当月廿六日己酉葬于华阴潼乡习仙里家族住宅的西庚地

### 兄弟姐妹
- 杨辩，北魏平东将军、东秦州刺史
- 杨仲宣，北魏征东将军、金紫光禄大夫、正平郡太守、恒农伯
- 杨稚卿，北魏尚书右丞
- 杨无丑